# Prêmio Jovem Brasileiro
Prêmio Jovem Brasileiro é uma premiação brasileira criada em 2002 para homenagear os jovens que estão em destaque na música, televisão, cinema, esportes, meio ambiente e internet brasileira. Todos os anos, o evento é transmitido ao vivo pelo Facebook ou canal do YouTube da premiação.
Em 2023, o prêmio incluiu 27 categorias que refletem a diversidade e a influência dos jovens em várias áreas. Entre os vencedores de 2023, destacaram-se Gustavo Mioto como "Melhor Cantor" e Mari Fernandez como "Melhor Cantora". O evento também marcou uma colaboração significativa com a ONG Amigos do Bem, celebrando os 30 anos da instituição.

## Categorias
- Melhor Atriz Jovem
- Melhor Cantora Jovem
- Melhor Cantor Jovem
- Música do Ano
- Melhor Destino Turístico
- Melhor Programa - Voto do Júri
- Melhor Site - Voto do Júri
- Melhor Série
- Eu Conheço Um Jovem Talento
- Melhor Apresentador
- Melhor Banda - Voto da Galera
- Melhor Ator Jovem - Voto do Júri
- Melhor Site de Entretenimento
- Personalidade da Internet
- Cantora Revelação
- Cantor Revelação
- Melhor Tiktoker do Ano
- Diversidade e Inclusão
- Melhor Participante de Reality
- Melhor Youtuber
- Melhor Gamer
- Revelação Digital
- Melhor Fandom do Brasil
- Melhor Tiktoker

## Edições
- Prêmio Jovem Brasileiro 2015
- Prêmio Jovem Brasileiro 2016
- Prêmio Jovem Brasileiro 2017
- Prêmio Jovem Brasileiro 2018
- Prêmio Jovem Brasileiro 2019
- Prêmio Jovem Brasileiro 2020
- Prêmio Jovem Brasileiro 2023